# بق‌قجه بالا
بق‌قجه بالا، روستایی از توابع بخش مراوه تپه شهرستان کلاله در استان گلستان ایران است.

## جمعیت
این روستا در دهستان گلی داغ قرار دارد و براساس سرشماری مرکز آمار ایران در سال1402، جمعیت آن856 نفر (250خانوار) بوده‌است.